# NK Dalmatinac Split
NK "Dalmatinac" je nogometni klub iz grada Splita.

Klub nastupa u više selekcija škole nogometa, predpočetničkih i početničkih selekcija, te mlađi i stariji pioniri. Osnovan je 1929. godine, a domaće utakmice igra na stadionu Špinut.

## Osnovni podaci

### Adresa
Ulica 7 Kaštela bb, 21000 Split

### Klupska boja
Zeleno - bijela.

### Grb
Sadašnji grb je štit sa zelenim i bijelim okomitim prugama. U sredini donjeg dijela štita nalazi se godina osnivanja kluba - 1929. Poviše štita stoji ime kluba - NK Dalmatinac, a ispod štita je ime grada Splita. 
Nekadašnji grb, kojeg je klub nosio prije Drugog svjetskog rata bio je okruglog oblika. U donjoj polovici kruga su bile zelene i bijele pruge, a u gornjem polukrugu je pisalo JŠK Dalmatinac, te ispod toga ime grada Splita.

## Povijest

### Predratno razdoblje
Klub je osnovan u školskoj godini 1927/28. pod imenom "Jugoslavenski športski klub Dalmatinac". Prvi predsjednik kluba bio je - tada još učenik - Josip Štambuk, blagajnik Andrija Majić, postolarski radnik. Klupske prostorije bile su u današnjoj Gundulićevoj ulici 10-12.
 Prvi javni nastup imao je 1929. protiv rezervne momčadi Hajduka. - 1:1. U narednim godinama, predsjednik postaje Mate Vrdoljak, otpremač, koji je klubu izborio vlastito novo igralište, na mjestu današnjeg parka Emanuela Vidovića. U godini 1932. klubu pristupaju četvorica igrača Ratne zrakoplovne baze u Divuljama od kojih je jedan (Zvonimir Požega) postao državni reprezentativac. Dalmatinac je te sezone postigao vrlo dobre rezultate su susretima s mjesnim klubovima. 
Klupske boje 1932. bile su zelena i bijela, a klupska adresa Radićev trg 3/I.
Godine 1933. fuzionirao se s Aurorom u JŠK Vuk. Vuk 1938. mijenja ime u JSK Majstor s mora, a dvije godine kasnije fuzionirao se s RNK Splitom.

### Nakon 2. svjetskog rata
Obnavlja se 1952. godine i djeluje pri građevinskom poduzeću Ivan Lučić Lavčević pod imenom SD "Lavčević". U travnju 1953. klub mijenja ime i postaje SD "Dalmatinac". Tijekom 1950-ih i početka 1960-ih godina klub je imao seniorsku postavu s kojom je sudjelovao u ligi Splitskog nogometnog podsaveza, koga su bili trostruki prvaci u tom razdoblju. Na kvalifikacijama za ulazak u drugu saveznu ligu se nisu uspjeli izboriti. U tom razdoblju, dok je Hajduk nastupao sa svojom legendama (Beara, Broketa, F. Matošić, Vukas...), Dalmatinac im je bio "sparing partner". Naime, svake srijede igrale bi se utakmice između ta dva kluba, toliko kvalitetne i ozbiljne da bi ih znalo promatrati i po četiri tisuće gledatelja.
Najznačajniji igrači iz toga vremena su im bili Tonći Kliškić Voltaš i Žarko Vulić Stari. Sezona 1962./63. bila je zadnja godina nastupanja u seniorskom sastavu. Klubu ostaju samo juniori. Kasnije, 1971. "Dalmatinac" ponovo preuzima ime svoga pokrovitelja, u to vrijeme snažnog splitskog građevinskog poduzeća Lavčevića. Dugo godina nosi sponzorovo ime. Za to vrijeme igrački pogon je djelovao kao drugi sastav omladinskih kategorija Hajduka.
 Bilo je primjera da su mladi igrači - dokazavši se igrama u "Lavčeviću" - vračali u momčad Hajduka i ostvarili blistave karijere, kao Slaven Bilić. U vrijeme Domovinskog rata, 1995. klub je opet počeo djelovati pod svojim izvornim imenom.

## Igrališta
Stadion Špinut na kojem djeluje NK Dalmatinac nalazi se u gradskom kotaru Spinut.

Uz travnati teren uređena su i pomoćna (mala) igrališta s umjetna trava|umjetnom travom.
 Pored igrališta nalazi se ugostiteljski objekt s prostranom terasom NK Dalmatinac.
Prvo svoje igralište Dalmatinac je imao na prostoru današnjeg parka Emanuela Vidovića. Odmah po osnutku kluba (1929.), želeći stvoriti što bolje uvjete za treniranje i odigravanje utakmica, agilna uprava je krenula s izgradnjom terena. Igralište i tribina su vrlo brzo bili dovršeni, pa su ga i drugi splitski klubovi - uz nadoknadu - koristili. Kasnijom fuzijom Dalmatinca i Aurore nastaje nogometni klub Vuk, pa se i samo igralište kasnije popularno nazivalo Vukovo.
Klub je svojevremeno, nakon ponovnog osnutka - iza Drugog svjetskog rata - trenirao na igralištu "na Lubina", gdje su imali i baraku kao svlačionicu. Kasnije su igrali na igralištu iza Hajdukovog Starog placa, na samom Hajdukovom, Splitovom, igralištu KNOJ-a, te na okolnim igralištima. Sjedište kluba bila je baraka u Kavanjinovoj ulici u Splitu.

## Škola nogometa
Škola nogometa traje od davnih dana, vjerojatno od osnutka kluba. Dugo godina su u tadašnjem Lavčeviću igrali Hajdukovi igrači koji nisu bili u prvom planu bijele momčadi. Tijekom postojanja momčadi Lavčevića imale su dosta uspjeha. Godine 1979. bili su prvaci tadašnje NSO Split i finalisti Kupa. 
Klub ima vrlo aktivnu i brojnu školu nogometa, koju pohađaju predpočetnici i početnici, te mlađi i stariji pioniri. Škola je vrlo uspješna. Njeni igrači postigli su zapažene rezultate na brojnim turnirima, ne samo u Hrvatskoj. Nedavno su u talijanskom gradu Pescari osvojili prvo mjesto na tamošnjem turniru. Pri klubu također djeluje i škola nogometa Gušti malog baluna koju vodi proslavljeni igrač Hajduka Zlatko Vujović.

## Klupski uspjesi
Tri puta prvak Splitskog nogometnog podsaveza, nakon čega su - za sudjelovati u Drugoj ligi, morali su proći dodatne izlučne susrete, u čemu nisu uspjeli. Jedanput put nisu uspjeli proći Borca iz Banje Luke (1958.), a drugi put nisu prošli Borovo.

### Uspjesi Dalmatinca po sezonama
- Prvenstvo Splitskog nogometnog podsaveza 1930.
- Prvenstvo Splitskog nogometnog podsaveza 1931.
- Prvenstvo Splitskog nogometnog podsaveza 1932.
- Prvenstvo Splitskog nogometnog podsaveza 1954.
- Prvenstvo Splitskog nogometnog podsaveza 1955.
- Prvenstvo Splitskog nogometnog podsaveza 1956.
- Prvenstvo Splitskog nogometnog podsaveza 1957.
- Prvenstvo Splitskog nogometnog podsaveza 1958.
- Prvenstvo Splitskog nogometnog podsaveza 1959.
- Prvenstvo Splitskog nogometnog podsaveza 1960.
- Prvenstvo Splitskog nogometnog podsaveza 1960./61.
- Prvenstvo Splitskog nogometnog podsaveza 1961./62.
- Prvenstvo Splitskog nogometnog podsaveza 1962./63.

### Noviji uspjesi
2006. i 2007., u Pescari u Italiji, na humanitarnom turniru "Šport i solidarnost", su sve tri dobne kategorije "Dalmatinca", koje su nastupile,  (96., 97. i 98. godište), su pobijedile na turniru.

## Poznati igrači
- Zvonimir Požega
- Ivo Bižaca, vratar
- Jurica Borčić, vratar
- Srećko Vidaković
- Žarko Vulić Stari, "najveće srce kluba"
- Tonći Kliškić Voltaš, pravim imenom Ante - centarfor, višegodišnji najbolji strijelac Splitskog nogometnog podsaveza

## Poznati treneri
- Ozren Nedoklan Cina
- Martin Butirić
- Miljenko Batinić
- Ljubo Kokeza

## Vanjske poveznice
- Sićate li se Sjevera, Dalmatinca i Nade...
- Dalmatinski Puskas
- Gušti baluna  Arhivirana inačica izvorne stranice od 27. rujna 2007. (Wayback Machine)
- Nogometni leksikon - Dalmatinac